# Site de Cibuaya
C'est sur le site de Cibuaya, situé près de la mer, à l'est de Jakarta, la capitale de l'Indonésie, dans le kabupaten de Karawang de la province de Java occidental, qu'ont été trouvés les vestiges du plus ancien royaume de l'île de Java connu à ce jour, avec la découverte en 1952, d'une statue du dieu hindou Vishnou. En 1957 puis en 1975, deux autres statues de Vishnou seront découvertes. On les a datées des VIIe et VIIIe siècles. On peut les voir au Musée National d'Indonésie à Jakarta.
À proximité des statues, cinq sites archéologiques ont été découverts, révélant des constructions religieuses de rite hindouiste.
Le seul monument visible actuellement est le Candi Cibuaya II, découvert en 1984. Il se présente sous la forme d'un tumulus de 9 m de côté et 2 m de haut, au sommet duquel se trouve un lingam de 1 m de haut et 0,40 m de diamètre. Une porte et un escalier ouvrant vers l'est montre qu'il s'agit d'un monument shivaïte.